# 나시오날 포토시

나시오날 포토시(Nacional Potosí)는 볼리비아 포토시를 연고로 하는 축구 클럽이다. 이 팀은 1942년 3월 24일에 창단되었으며 현재는 리가 데 풋볼 프로페시오날 볼리비아노에 참가하고 있다.

## 역대 감독
| 감독          | 임기 |
| ------------- | ---- |
| 쥬스틴 캄포스 | 2020 |